# 康图库克
康图库克（英語：Contoocook）是美国新罕布什尔州麥立馬克縣的一个村庄和普查规定居民点（CDP），位于霍普金顿镇的内部，以工业时代的历史遗迹闻名，在2010年美國人口普查中人口有1,444人。